# 鳥海雄介
鳥海 雄介（とりうみ ゆうすけ）は、日本の作詞家。

## 来歴・人物
2002年、MAX「eternal white」に共作で詞を提供し、作詞家としてデビュー。安室奈美恵、AAA、V6パク・ヨンハやSS501、アニメ主題歌、演歌作品を提供。近年ではアニメ『テニスの王子様』のキャラクターソングを多く手がけている。自身でもポエトリーリーディングを主体としてパントマイムや写真とのコラボレーションなどの表現活動を行っている。

## 提供アーティスト・作品
- 安室奈美恵
  - 「Indy Lady feat.ZEEBRA」
  - 「Don't Lie to Me」
- AAA
  - 「ID」
  - 「I4U」
  - 「Lights」
  - 「ほほえみの咲く場所」
  - 「Yell」
- V6
  - 「明日の傘」
  - 「ボクラノオト」
- 香西かおり
  - 「あなたにはなれない」
- Baby Boo
  - 「一歩ずつの勇気」
- TRF
  - 「virtual sea」
  - 「Charge my life」
- dream (DRM)
  - 「ARC DAYS」
  - 「甘い毒薬」
  - 「Why fall in love」
- タッキー&翼
  - 「EDGE」
- 田原俊彦
  - 「ジラシテ果実」
- MAX
  - 「eternal white」
- 松下優也
  - 「Mr."Broken Heart"」
- 入野自由
  - 「Brave」
  - 「地図に無い場所」
- 神谷浩史
  - 「my diary」
- 宮野真守
  - 「ぼくのキセキ」
  - 「白昼夢」
- パク・ヨンハ
  - 「僕の頁をめくれば」
  - 「Birds in your cage」
- SS501
  - 「LUCKY DAYS」
  - 「君を歌う歌」
  - 「4Chance（Watch Game）」
  - 「さよならができない」
- アイドリング!!!
  - 「草食系カーニバル」
- テニスの王子様 OP、ED、キャラクターソング
  - 白井裕紀
    - 「Shining／Paradise」

  - 福士健太郎
    - 「LITTLE SKY」

  - 越前リョーマ（歌：皆川純子）
    - 「ACROSS MY LINE」

  - 白石蔵之介（歌：細谷佳正）
    - 「毒の華」
    - 「CLASH!」
    - 「足跡」

  - 木手永四郎（歌：新垣樽助）
    - 「標的」
    - 「art of life」

  - 丸井ブン太（歌：高橋直純）
    - 「CLASS MATE」

  - 立海ヤング漢
    - 「業火絢爛」
    - 「SOUL MATE!!」
- RIO キャラクターソング
  - リンダ（歌：日笠陽子）
    - 「ハリケーン・ガール」

  - ティファニー（歌：中島沙樹）
    - 「Gamble Jungle」
- アイシールド21 キャラクターソング
  - 進清十郎（歌：郷本直也）
    - 「新しい疾風（かぜ）」
- NHK Eテレ おかあさんといっしょ（曲中歌）
  - 「あっちこっちマーチ」